# 第125飛行隊 (イスラエル空軍)
イスラエル空軍 第125飛行隊（125 Squadron） は、イスラエル航空宇宙軍で小型ヘリコプターを運用していた飛行隊である。別名としてライト・ヘリコプター・スコードロン（The Light Helicopters Squadron）とも呼ばれる。

## 歴史
イスラエル空軍は、1957年にフランスの資産家から1機のSE.3130 "アルエットII"を寄贈され、また1961年には破綻した民間航空会社"アルキア＝アリザ"から3機のアルエットIIを移管され、いずれもイスラエル空軍最初のヘリコプター飛行隊として1958年に独立した第124飛行隊 "ローリングソード・スコードロン"に配備し、テルノフ空軍基地にて運用していた。
1965年に、第124飛行隊の初代飛行隊長を務めたウリ・ヤロムがスデ・ドブ基地の司令官の職に就いた。スデ・ドブ基地にはかつて第124飛行隊の母体となった第100飛行隊が拠点を置いており、またテルアビブ市内に位置するため要人輸送に都合がよいこと、第124飛行隊には西ドイツから購入した28機のシコルスキー S-58が配備され人員不足気味となっていたこと、そしてまたウリ・ヤロム自身がヘリコプターを使いたかった事などから、第124飛行隊に残っていた2機のアルエットII（最初に寄贈された"03"号機、アルキアから移管された"06"号機）が第100飛行隊の元で、軽ヘリコプター小隊を構成して運用される事となった。
1967年の第三次中東戦争では、第124飛行隊のS-58、第123飛行隊のベル47と共に実戦投入され、アルエットIIはイスラエル軍の士官、戦闘指揮官の移動に活躍した。
第三次中東戦争後、イスラエル空軍はアルエットIIのような小型ヘリコプターの有用性を再認識し、第100飛行隊の軽ヘリコプター小隊は第125飛行隊として独立した部隊となった。またアルエットIIの追加導入が行われ、1967年12月に3機、1968年1月に1機が飛行隊に到着した。1968年5月から6月にかけては更に3機が追加された。この3機はSA.318C仕様にアップグレードされた機種であった。またこの頃には、第124飛行隊、第123飛行隊はそれぞれの運用機をベル 205に更新し、第123飛行隊に配備されていたベル47は第125飛行隊に移管されて短期間運用された。これらのベル47はほどなく、この機種を1966年から使い始めていた空軍航空学校に移管された。
1970年には2機のアルエットIIが失われたが、4機が追加導入された。この時点で第125飛行隊には11機のアルエットIIが配備されていた。ただ、アルエットIIは古く、また夜間飛行能力も持たないため、イスラエル空軍は新しい軽ヘリコプターの検討を進めていた。ヒューズ社のOH-6、MBB社のBo-105なども含め何種類かの検討が行われた後、ベル社のベル206 "ジェットレンジャー"が採用され、"サイファン" (Saifan) の愛称が付けられた。ベル206は1971年6月から第125飛行隊に配備された。
1973年の第四次中東戦争では、アルエットIIとベル206の両方が作戦投入された。アルエットIIはこれまでどおり主に士官や要人の輸送に用いられ、ベル206は輸送の他、連絡、偵察、負傷者搬送、射撃観測等にも用いられた。
第四次中東戦争の後、アメリカ合衆国からベル206が追加供給され、1976年からは飛行学校でも用いられるようになった。これを受け1975年5月にはアルエットIIは一旦第125飛行隊の装備から外れ、技術学校での整備訓練などにまわされた。しかし1977年にエゼル・ヴァイツマンが国防大臣の職に就くと、彼の要望により2機のアルエットIIが要人輸送の任務に復帰した。このうちの1機は最初に寄贈された03号機であった。
1982年のガリラヤの平和作戦においても第125飛行隊のベル206は地上部隊の支援を行い、輸送、連絡、観測などの任務を行った。
1983年にアルエットIIは退役し、継続使用されていた2機を含む何機かはハツェリム空軍基地のイスラエル空軍博物館に移送され、他のものはスイス、イタリア、ベルギーなどに売却された。
1984年にはベル206の派生機種で乗員数が3名から5名に増やされた"ベル206L ロングレンジャー"が導入され、"サイファニート" (Saifaneet) の愛称が付けられ、こちらも第125飛行隊の装備となった。
第125飛行隊のベル206は1987年に始まった第1次インティファーダ、1991年の湾岸戦争においても情報収集や偵察活動に投入された。湾岸戦争の際にはイラク軍による化学兵器での攻撃が懸念されたため、ベル206のパイロットはガスマスクを装着して任務に当たった。
第125飛行隊は2003年に活動停止し、運用していたベル206は飛行学校に移管された。

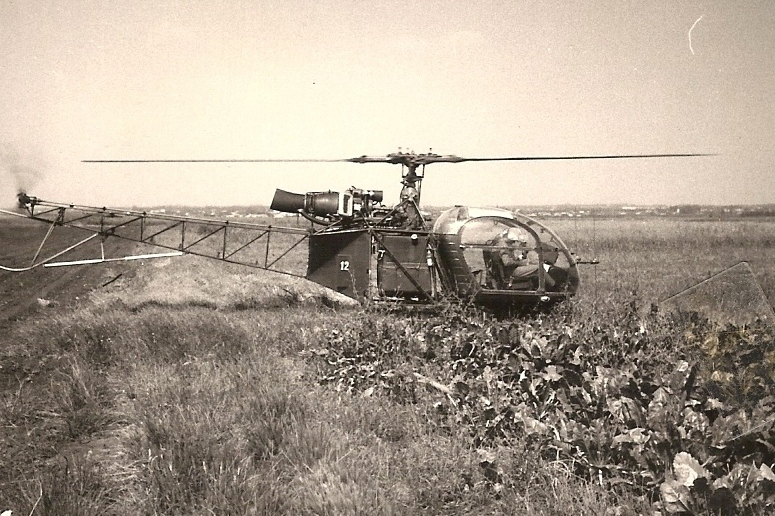
第125飛行隊のアルエットII、1969年。
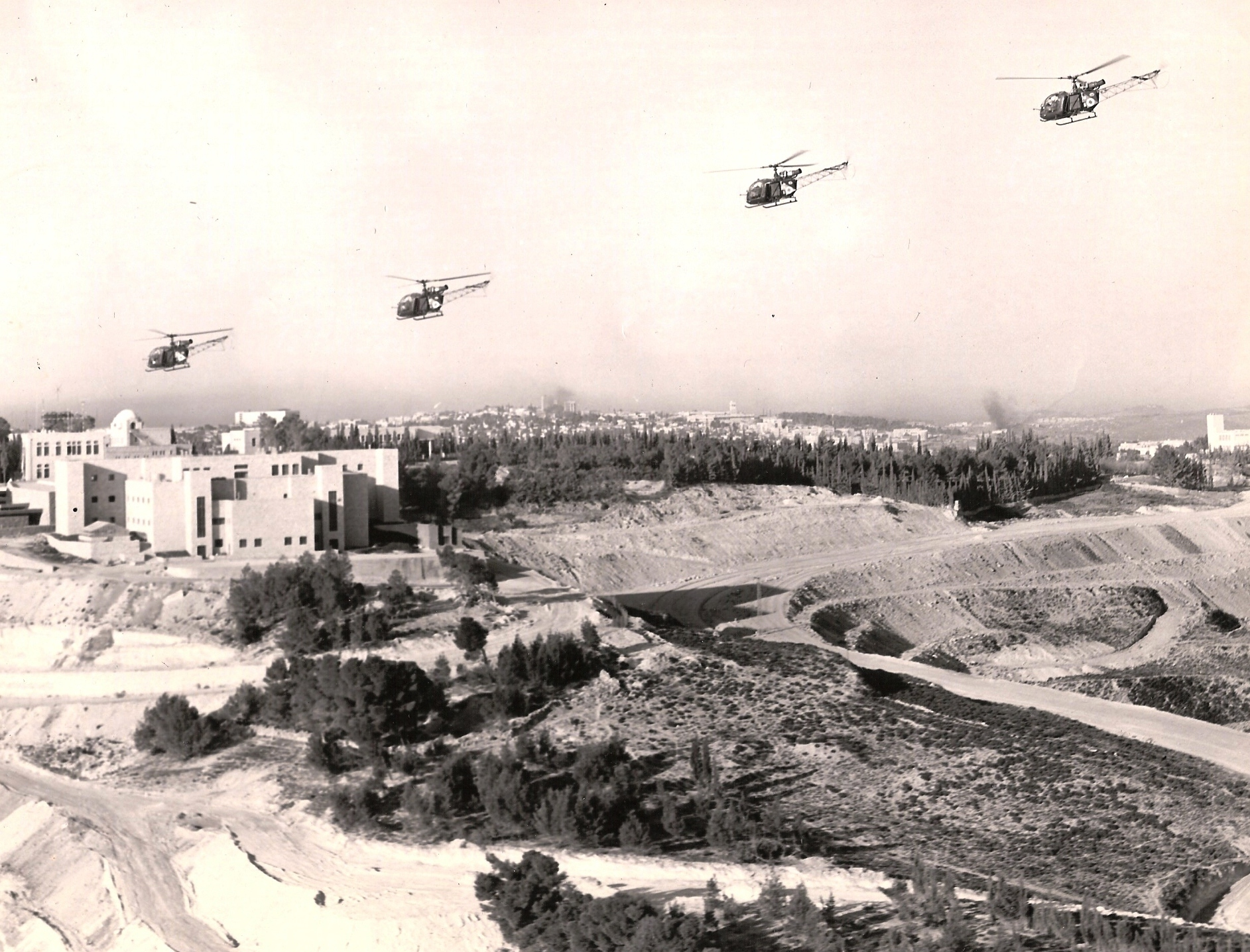
エルサレム上空を飛行するアルエットII、1969年。